# 喬清晨
喬清晨（きょう せいしん）は中華人民共和国の軍人。中国軍首脳の1人。空軍上将。飛行士。
2002年5月から空軍司令員、同年9月から中央軍事委員会委員を務める。